# 大德沃雷
大德沃雷（羅馬化：Bolʹshiye Dvory）是俄罗斯莫斯科州的市级镇，属州辖市巴甫洛夫镇市（巴甫洛夫镇城市区），地处莫斯科州东北部，位于州府莫斯科东偏北方。伏尔加河流域内奥卡河一支流克利亚济马河从镇南侧流过，河对面为区行政中心巴甫洛夫镇。
该地2021年人口有4,629人；2010年人口4,952；2002年人口4,841；1989年人口5,283。